# IC 481
IC 481 ist eine Spiralgalaxie vom Hubble-Typ Sbc im Sternbild Zwillinge auf der Ekliptik. Sie ist schätzungsweise 211 Millionen Lichtjahre von der Milchstraße entfernt und hat einen Durchmesser von etwa 65.000 Lichtjahren. 

Im selben Himmelsareal befinden sich u. a. die Galaxien NGC 2480, NGC 2481, NGC 2498, IC 2218.
Das Objekt wurde am 2. März 1892 vom französischen Astronomen Stéphane Javelle entdeckt.